# MTOM
MTOM(Message Transmission Optimization Mechanism, 메시지 전송 최적화 메커니즘)은 효율적인 전송을 위해 웹 서비스를 통한 이진 데이터의 전송 스펙으로, W3C에서 제정하였다.
MTOM은 이진 데이터 전송에 MIME 또는 DIME을 사용하는 대신에 XOP(XML-binary Optimized Packaging)을 사용한다.

## 같이 보기
- SOAP
- XML
- 웹 서비스